# Fox Theatre (Westwood)
Pour les articles homonymes, voir Fox Theatre.
Le Fox Theatre ou Fox Village Theatre est un lieu historique du cinéma situé à Westwood à Los Angeles en Californie. Il est actuellement contrôlé par les Regency Theatres sous le nom de Regency Village Theatre.

## Histoire
Conçu par l’architecte Percy Parke Lewis, le Fox Theatre est construit en 1930 et ouvre pour la première fois le 14 août 1931 dans un style espagnol.